# Лоллий (Юрьевский)
Епископ Лоллий (в миру Алекса́ндр Ива́нович Ю́рьевский; 19 ноября (1 декабря) 1875, Тобольская губерния — 11 февраля 1935, Ржев) — епископ Русской православной церкви, епископ Ямпольский и Могилёвский, викарий Подольской епархии. Церковный историк.

## Биография
Родился 19 ноября 1875 года в Тобольской губернии в семье священника. В 1890 году окончил Ишимское духовное училище. В 1896 году окончил Тобольскую духовную семинарию. В 1901 году окончил Казанскую духовную академию со степенью кандидата богословия и правом преподавания в семинарии.
2 августа 1901 года назначен преподавателем Тобольского епархиального женского училища.
16 августа 1901 года был рукоположен в сан диакона, а 26 августа — в сан священника с причислением сверх штата к Софийско-Успенскому кафедральному собору Тобольска. В 1902 году награжден набедренником. В 1903 году награжден бархатной фиолетовой скуфьей.
С 1903 года — главный архивариус Тобольского епархиального церковного древлехранилища.
С июня 1904 года — настоятель Сретенской церкви Тобольска. Одновременно с 22 сентября 1910 года преподаватель Тобольской духовной семинарии.
28 марта 1911 года награжден камилавкой. 1 апреля 1913 года награждён наперсным крестом, от Святейшего Синода выдаваемым.
Обладал большими знаниями и богатой эрудицией. Был знатоком Древнего Востока раннехристианского периода. Печатался в «Тобольских епархиальных ведомостях», принимал участие в составлении известного 12-томного жизнеописания отечественных подвижников благочестия XVIII—XIX веков (по месяцам). По случаю начала публикации этого труда «Тобольские духовные ведомости» писали: «Свой обширный труд автор предлагал Тобольскому Братству еще в 1902 г. Но ограниченные средства Братства отсрочили издание этого произведения на целые десять лет. Да и теперь Тобольское Епархиальное Братство не в силах издать этот труд одновременно во всём его объеме, а вынуждается печатать его частями, в виде небольших книжек (в 30-40 страниц каждая), в коих дано будет около 560 жизнеописаний тех новейших русских подвижников, блаженная кончина коих последовала в XIX веке, начиная с 1800 г. Всех таких книжек, весьма доступных народу по своей цене, Братством будет выпущено не менее 150 номеров»
С 21 января 1914 года назначен инспектором Тобольской духовной семинарии, с освобождением от должности настоятеля Сретенской церкви. 26 января 1914 года возведён в сан протоиерея.
С 31 декабря 1914 года — смотритель Единецкого духовного училища Кишинёвской епархии. С 1918 года служил приходским священником.

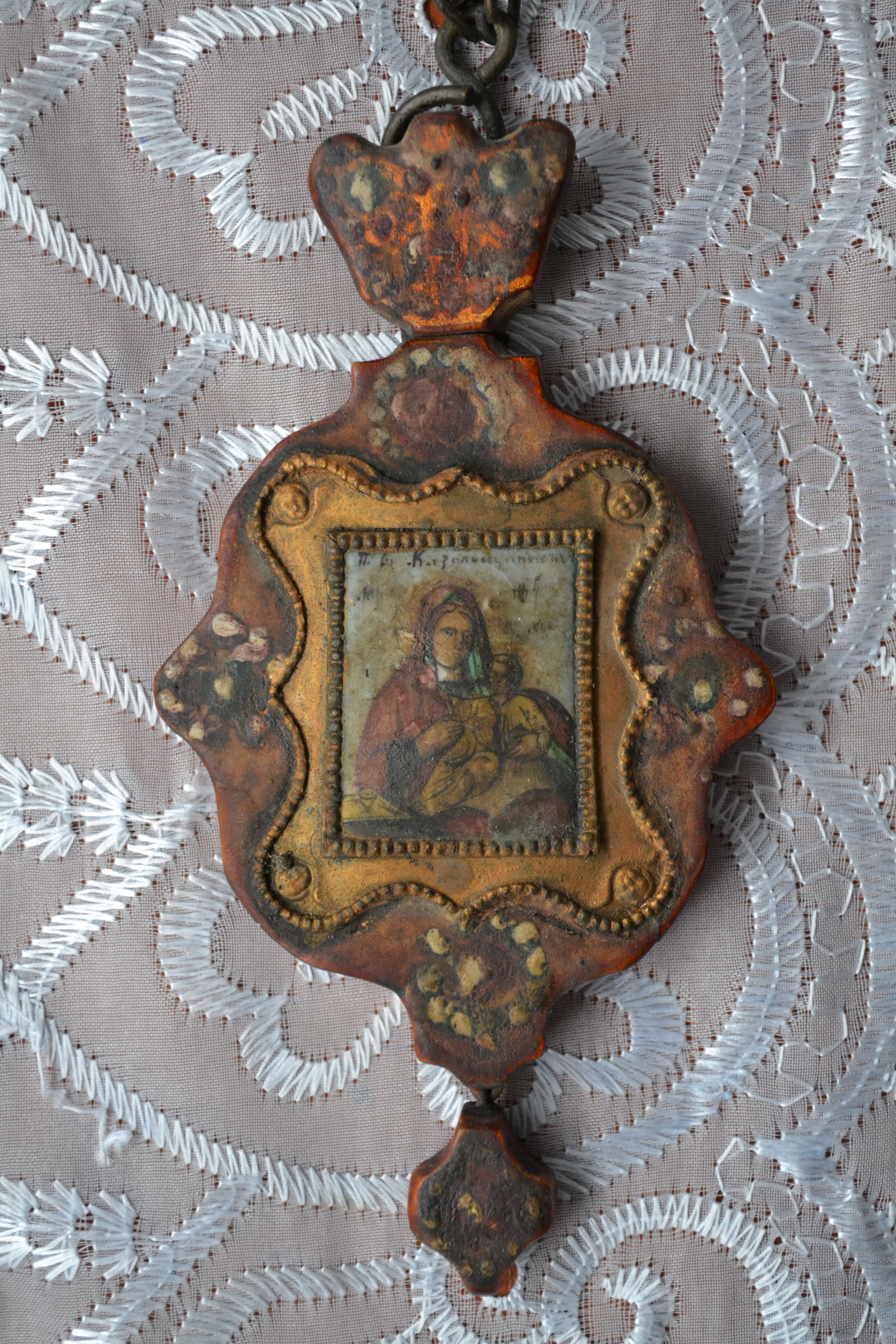
Панагия епископа Лоллия

14 февраля 1921 года в Киеве был хиротонисан во епископа Ямпольского и Могилёвского, третьего викария Подольской епархиис местожительством в Шаргородском Николаевском мужском монастыре. Рукоположение возглавил патриарший экзарх Украины митрополит Михаил (Ермаков).
С 1923 года в обновленческом расколе. В 1924 года возведен в сан архиепископа. Одновременно с июня 1924 года временно управлял Подольской обновленческой епархией.
С сентября 1924 года член Всеукраинского обновленческого Синода.
В ноябре 1924 года был участником Всеукраинского обновленческого предсоборного совещания.
17 ноября 1924 года назначен архиепископом Подольским и Брацлавским, председателем обновленческого Подольского епархиального управления. Кафедра располагалась в Николаевском монастыре города Шаргорода.
В мае 1925 года был участником 2-го обновленческого Всеукраинского поместного собора, на котором избран членом Всеукраинского обновленческого синода.
С июня 1925 года преподавал в Киевской высшей богословской школе.
26 августа 1925 года избран архиепископом Могилёвским и Подольским, председателем обновленческого Могилевского епархиального управления. Кафедра располагалась в Николаевском соборе города Могилёва-Подольского.
В мае 1927 года был участником Всеукраинского предсоборного совещания.
29 декабря 1927 года избран архиепископом Курганским и Куртамышским, однако назначения не последовало.
В мае 1928 года был участником обновленческого 3-го Всеукраинского поместного собора, на котором вновь избран членом Всеукраинского обновленческого синода.
С 1930 года епархией не управлял. В начале 1930-х годов принёс покаяние митрополиту Сергию (Страгородскому) и был принят в сане епископа в общение с Русской православной церковью.
В последние годы жил в городе Ржеве. Скончался 11 февраля 1935 года.

## Сочинения
- Марк Подвижник и его новооткрытое «Слово против несториан» // «Православный собеседник». 1900. — № 5. — С. 1—66.
  - Марк Пустынник и его новооткрытое «Слово против несториан». — Казань: типо-лит. Имп. Ун-та, 1900. — 66 с.
- Гомилетика, или Наука о пастырском проповедании слова Божия. — Киев: тип. Университета св. Владимира, 1903. — VIII, 495 с.
- Новый свято-русский патерик. — Тобольск : Тобол. епарх. Братство, 1912. — 36 с.
- «Украинская лжеиерархия (Липковщина)» // Український православний благовісник. — Харьків. 1926. — № 19-24; 1927. — № 1-22.
- «Неправедный управитель. (Лук. XVI, 1—8). Историко-археологическое изложение притчи» // Український православний благовісник. — Харьків, 1926. — № 18
- «Дружина или сестра? (Агиологическая справка)» // Український православний благовісник. — Харьків, 1928. — № 7.
- «Песнь песней Соломона» // Український православний благовісник. — Харьків, 1928. — № 8.
- Александрия и Египет: (Глава из церковно-исторического исследования «Украинская лжеиерархия (Липковщина)») // Богословские Труды № 18 (1978) стр.136-179; 21 (1980) стр. 181—220; 24 (1983) стр. 46-96; 25 (1984) стр. 57-153:
- Александрия и Египет. — СПб.: Жур. «Нева»: Лет. сад, 2001. — 494 с. — (Александрийская библиотека. Серия Египет). — ISBN 5-87516-212-0 (Жур. «Нева»)